# Safia picturata
Safia picturata là một loài bướm đêm trong họ Noctuidae.